# Reserva provincial La Angostura
La reserva natural estricta La Angostura se encuentra en cercanías de la localidad de El Mollar, en el departamento Tafí del Valle, provincia de Tucumán, Argentina.

## Características generales
El área fue protegida inicialmente mediante la ley provincial n.º 3778/72, ratificada mediante el decreto n.º 736/3 de mayo de 1996. Estos instrumentos legales afectaron una superficie de algo más de 1148 hectáreas del lago La Angostura y su perilago al sistema provincial de áreas protegidas, bajo la administración de la Dirección de Recursos Naturales de la provincia.
El objetivo de la reserva es la preservación del hábitat de aves acuáticas y migratorias, ya que se encuentra en la llamada "ruta migratoria andina" y constituye el espacio de asentamiento y nidificación de numerosas especies en su trayecto hacia climas más cálidos. 

Se puede ubicar aproximadamente en la posición 26°55′S 65°42′O / -26.917, -65.700
La reserva es una de las áreas importantes para la conservación de las aves en Argentina.

## Geografía
La reserva se encuentra en el amplio valle del río Tafí, a unos 2000 m s. n. m., en la zona del lago artificial formado luego de la construcción del dique La Angostura. Con anterioridad a esta obra y al llenado, la zona era un extenso pastizal húmedo, con frecuencia cubierto de agua superficial, donde en ciertas épocas del año se podía verificar la presencia de aves migratorias. A partir del año 1979, una vez construida la represa, comenzó a llenarse el lago artificial, lo que produjo una modificación del entorno que dio origen a un hábitat especialmente favorable para la nidificación y el establecimiento temporal de las poblaciones de aves migratorias.

Por su ubicación y características climáticas, la reserva La Angostura constituye un nexo transicional que vincula las lagunas altoandinas, la ecorregión de las yungas y el monte chaqueño.

## Fauna y flora

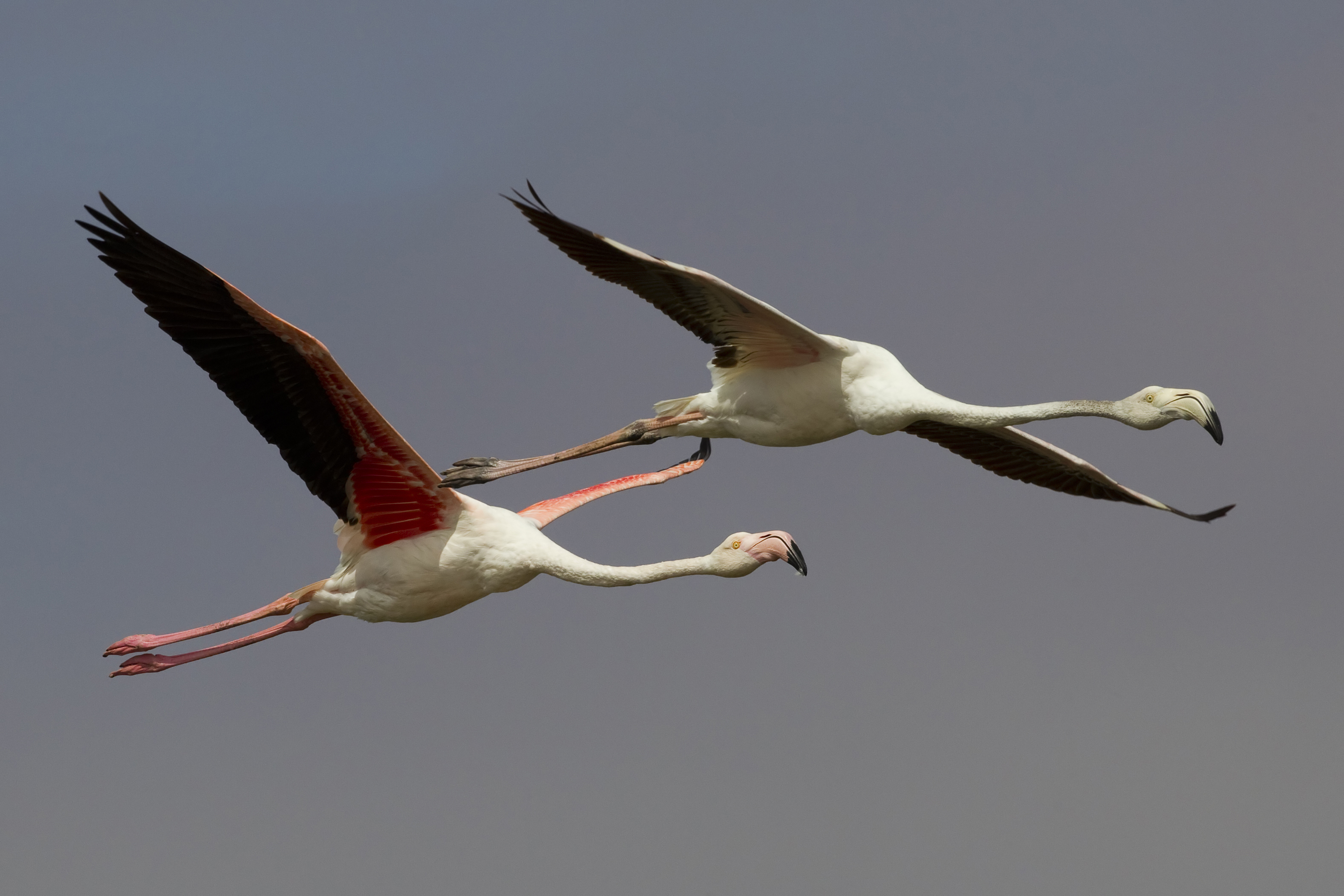
Flamencos comunes en vuelo.

La mayor parte de los estudios realizados sobre la fauna se han concentrado en la riqueza ornitológica de la reserva, ya que en el lugar confluyen dos rutas de aves migratorias: las altitudinales, que en las estaciones frías descienden de las lagunas andinas ubicadas a más de 3000 m s. n. m. y las latitudinales, que provienen del hemisferio norte o de la región patagónica argentina.
Entre otras aves, se ha registrado la presencia de guayatas (Chloephaga melanoptera), gaviotas serranas (Chroicocephalus serranus), patos zambullidores grandes (Oxyura jamaicensis), patos colorados (Anas cyanoptera), becasinas andinas (Gallinago andina), flamencos comunes (Phoenicopterus roseus), teros andinos (Vanellus resplendens) y provenientes de otras latitudes halcones peregrinos (Falco peregrinus). Existen evidencias de varios intentos de nidificación de cisnes coscoroba (Coscoroba coscoroba).
Se ha verificado además la presencia de ejemplares de martín pescador grande (Megaceryle torquata), carpintero real (Colaptes melanochloros), benteveo común (Pitangus sulphuratus), calandria real (Mimus triurus), zorzal chiguanco (Turdus chiguanco), yal plomizo (Phrygilus unicolor) y naranjero (Pipraeidea bonariensis), entre otros.
Hasta finales del 2015, no se había realizado un relevamiento exhaustivo de la flora de la reserva.

## Patrimonio cultural
La zona circundante a la reserva La Angostura fue intensamente poblada desde épocas prehispánicas. Testimonios de dicha ocupación lo constituyen diferentes elementos hallados en la zona y fundamentalmente los monolitos tallados o menhires, actualmente reunidos en un único emplazamiento en el centro de la cercana localidad de El Mollar.